# Netpgp
netpgp est un logiciel sous licence BSD basé sur le kit de développement OpenPGP.
Le logiciel fournit la signature, la vérification, le chiffrement et le déchiffrement de fichiers.
Le logiciel est livré avec l'outil netpgpkeys pour la gestion des clés. Netpgp est un wrapper de niveau supérieur et une amélioration de la bibliothèque du kit de développement OpenPGP écrit par Ben Laurie et Rachel Willmer.
L'API du kit de développement OpenPGP est cachée. Elle est accessible à travers une interface simple pour le cryptage et le décryptage, ainsi que la génération et la vérification des signatures numériques.
Netpgp a été inclus dans la distribution NetBSD en mai 2009 et dans MidnightBSD (en) en juin 2009.